# 黄素石楼

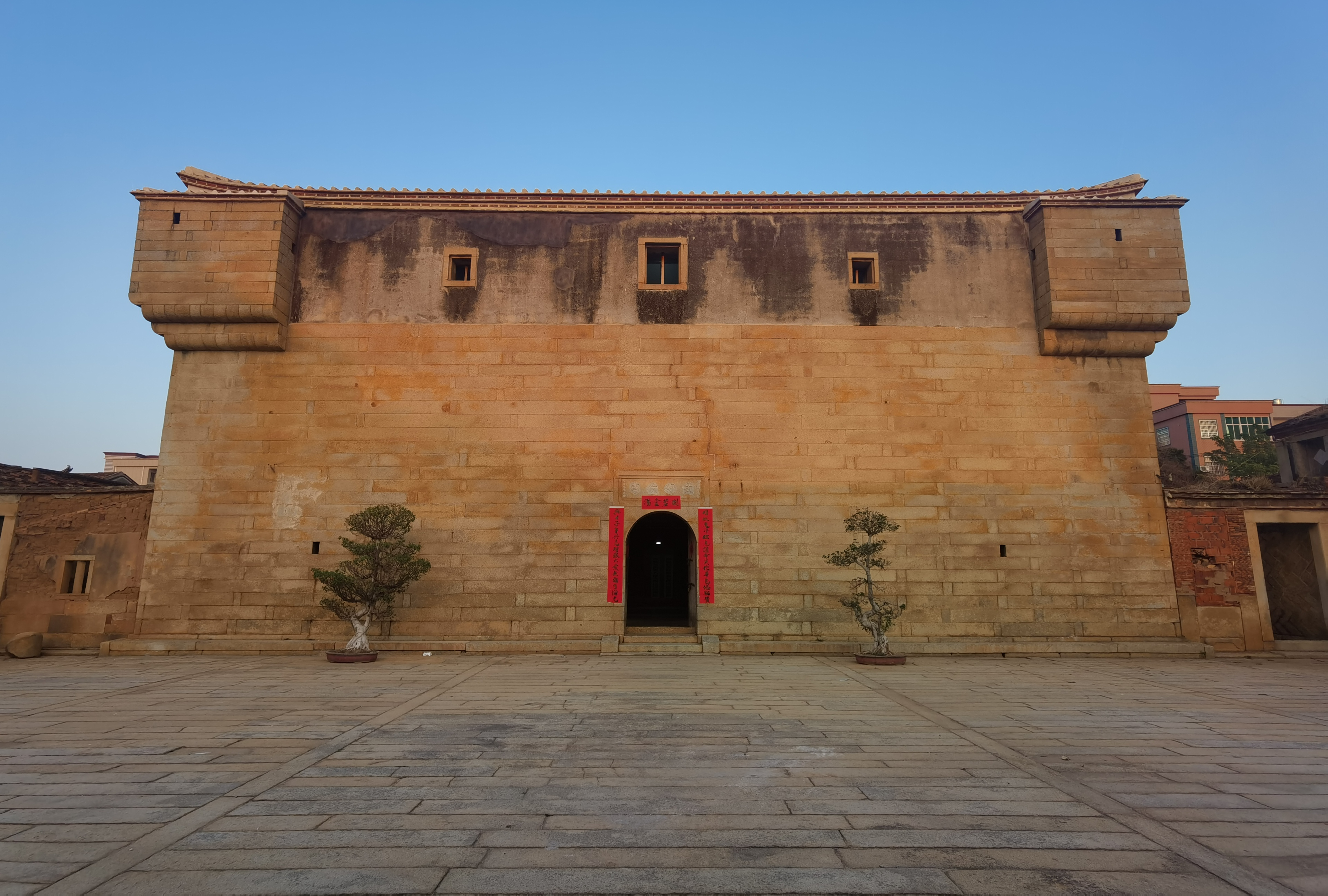
黄素石楼，摄于2021年。

黄素石楼，又称“土楼”、“定楼”。黄素石楼位于中国福建省泉州市泉港区前黄镇前黄村，为第六批福建省文物保护单位。
黄素石楼为石筑土楼，建于清乾隆六年（1741年）。黄素石楼为方形平顶，三层四合院式建筑。石楼长宽各20米，高9.3米。石楼内有36个房间，石楼外有72间房屋，意为“三十六天罡、七十二地煞”。
2005年5月11日，黄素石楼被福建省人民政府公布为第六批省级重点文物保护单位。